# 1073
Il 1073 (MLXXIII in numeri romani) è un anno  dell'XI secolo.

## Eventi
- Ildebrando di Soana diventa 157º papa della Chiesa cattolica con il nome di Gregorio VII.

## Nati
- Davide IV di Georgia, re georgiano († 1125)
- Guelfo V, nobile tedesco († 1120)

## Morti
- 21 aprile - Papa Alessandro II, papa e vescovo cattolico italiano
- 15 giugno - Go-Sanjō, imperatore giapponese (n. 1034)
- 12 luglio - Giovanni Gualberto, abate e santo italiano (n. 985)
- 20 dicembre - Domenico di Silos, abate e santo spagnolo
- Abramo di Rostov, monaco cristiano e santo russo
- Antonio di Pečers'k, monaco cristiano ucraino (n. 983)
- Badis ibn Habus, sultano
- Corrado di Walbeck, nobile tedesco (n. 1018)
- Costantino Diogene, principe bizantino
- Guido di Sorrento, longobardo
- Qavurt, principe
- Ottone I di Scheyern, nobile tedesco
- Roberto Crispino, mercenario normanno
- Zhou Dunyi, filosofo cinese (n. 1017)
- Torchitorio Barisone de Lacon Gunale, sovrano

## Calendario
| Calendario 1073 | Calendario 1073 | Calendario 1073 | Calendario 1073 | Calendario 1073 | Calendario 1073 | Calendario 1073 | Calendario 1073 | Calendario 1073 | Calendario 1073 | Calendario 1073 | Calendario 1073 | Calendario 1073 | Calendario 1073 | Calendario 1073 | Calendario 1073 | Calendario 1073 | Calendario 1073 | Calendario 1073 | Calendario 1073 | Calendario 1073 | Calendario 1073 | Calendario 1073 | Calendario 1073 | Calendario 1073 | Calendario 1073 | Calendario 1073 | Calendario 1073 | Calendario 1073 | Calendario 1073 | Calendario 1073 | Calendario 1073 | Calendario 1073 |
| --------------- | --------------- | --------------- | --------------- | --------------- | --------------- | --------------- | --------------- | --------------- | --------------- | --------------- | --------------- | --------------- | --------------- | --------------- | --------------- | --------------- | --------------- | --------------- | --------------- | --------------- | --------------- | --------------- | --------------- | --------------- | --------------- | --------------- | --------------- | --------------- | --------------- | --------------- | --------------- | --------------- |
|                 | 1               | 2               | 3               | 4               | 5               | 6               | 7               | 8               | 9               | 10              | 11              | 12              | 13              | 14              | 15              | 16              | 17              | 18              | 19              | 20              | 21              | 22              | 23              | 24              | 25              | 26              | 27              | 28              | 29              | 30              | 31              |                 |
| Gennaio         | Ma              | Me              | Gi              | Ve              | Sa              | Do              | Lu              | Ma              | Me              | Gi              | Ve              | Sa              | Do              | Lu              | Ma              | Me              | Gi              | Ve              | Sa              | Do              | Lu              | Ma              | Me              | Gi              | Ve              | Sa              | Do              | Lu              | Ma              | Me              | Gi              |                 |
| Febbraio        | Ve              | Sa              | Do              | Lu              | Ma              | Me              | Gi              | Ve              | Sa              | Do              | Lu              | Ma              | Me              | Gi              | Ve              | Sa              | Do              | Lu              | Ma              | Me              | Gi              | Ve              | Sa              | Do              | Lu              | Ma              | Me              | Gi              |                 |                 |                 |                 |
| Marzo           | Ve              | Sa              | Do              | Lu              | Ma              | Me              | Gi              | Ve              | Sa              | Do              | Lu              | Ma              | Me              | Gi              | Ve              | Sa              | Do              | Lu              | Ma              | Me              | Gi              | Ve              | Sa              | Do              | Lu              | Ma              | Me              | Gi              | Ve              | Sa              | Do              |                 |
| Aprile          | Lu              | Ma              | Me              | Gi              | Ve              | Sa              | Do              | Lu              | Ma              | Me              | Gi              | Ve              | Sa              | Do              | Lu              | Ma              | Me              | Gi              | Ve              | Sa              | Do              | Lu              | Ma              | Me              | Gi              | Ve              | Sa              | Do              | Lu              | Ma              |                 |                 |
| Maggio          | Me              | Gi              | Ve              | Sa              | Do              | Lu              | Ma              | Me              | Gi              | Ve              | Sa              | Do              | Lu              | Ma              | Me              | Gi              | Ve              | Sa              | Do              | Lu              | Ma              | Me              | Gi              | Ve              | Sa              | Do              | Lu              | Ma              | Me              | Gi              | Ve              |                 |
| Giugno          | Sa              | Do              | Lu              | Ma              | Me              | Gi              | Ve              | Sa              | Do              | Lu              | Ma              | Me              | Gi              | Ve              | Sa              | Do              | Lu              | Ma              | Me              | Gi              | Ve              | Sa              | Do              | Lu              | Ma              | Me              | Gi              | Ve              | Sa              | Do              |                 |                 |
| Luglio          | Lu              | Ma              | Me              | Gi              | Ve              | Sa              | Do              | Lu              | Ma              | Me              | Gi              | Ve              | Sa              | Do              | Lu              | Ma              | Me              | Gi              | Ve              | Sa              | Do              | Lu              | Ma              | Me              | Gi              | Ve              | Sa              | Do              | Lu              | Ma              | Me              |                 |
| Agosto          | Gi              | Ve              | Sa              | Do              | Lu              | Ma              | Me              | Gi              | Ve              | Sa              | Do              | Lu              | Ma              | Me              | Gi              | Ve              | Sa              | Do              | Lu              | Ma              | Me              | Gi              | Ve              | Sa              | Do              | Lu              | Ma              | Me              | Gi              | Ve              | Sa              |                 |
| Settembre       | Do              | Lu              | Ma              | Me              | Gi              | Ve              | Sa              | Do              | Lu              | Ma              | Me              | Gi              | Ve              | Sa              | Do              | Lu              | Ma              | Me              | Gi              | Ve              | Sa              | Do              | Lu              | Ma              | Me              | Gi              | Ve              | Sa              | Do              | Lu              |                 |                 |
| Ottobre         | Ma              | Me              | Gi              | Ve              | Sa              | Do              | Lu              | Ma              | Me              | Gi              | Ve              | Sa              | Do              | Lu              | Ma              | Me              | Gi              | Ve              | Sa              | Do              | Lu              | Ma              | Me              | Gi              | Ve              | Sa              | Do              | Lu              | Ma              | Me              | Gi              |                 |
| Novembre        | Ve              | Sa              | Do              | Lu              | Ma              | Me              | Gi              | Ve              | Sa              | Do              | Lu              | Ma              | Me              | Gi              | Ve              | Sa              | Do              | Lu              | Ma              | Me              | Gi              | Ve              | Sa              | Do              | Lu              | Ma              | Me              | Gi              | Ve              | Sa              |                 |                 |
| Dicembre        | Do              | Lu              | Ma              | Me              | Gi              | Ve              | Sa              | Do              | Lu              | Ma              | Me              | Gi              | Ve              | Sa              | Do              | Lu              | Ma              | Me              | Gi              | Ve              | Sa              | Do              | Lu              | Ma              | Me              | Gi              | Ve              | Sa              | Do              | Lu              | Ma              |                 |